# Yumates
Yumates là một chi nhện trong họ Oonopidae.